# 案内軌条式鉄道
案内軌条式鉄道（あんないきじょうしきてつどう）とは、走行路面上の中央または側壁にある案内軌条に案内輪をあてて、ゴムタイヤで走行する交通機関である。ゴムタイヤで走行するが鉄道の分類形態の一つである。
日本では鉄道事業法において鉄道、軌道法において軌道（案内軌条式）と定義され、法的には鉄道・軌道の一種となっている。

## 種類

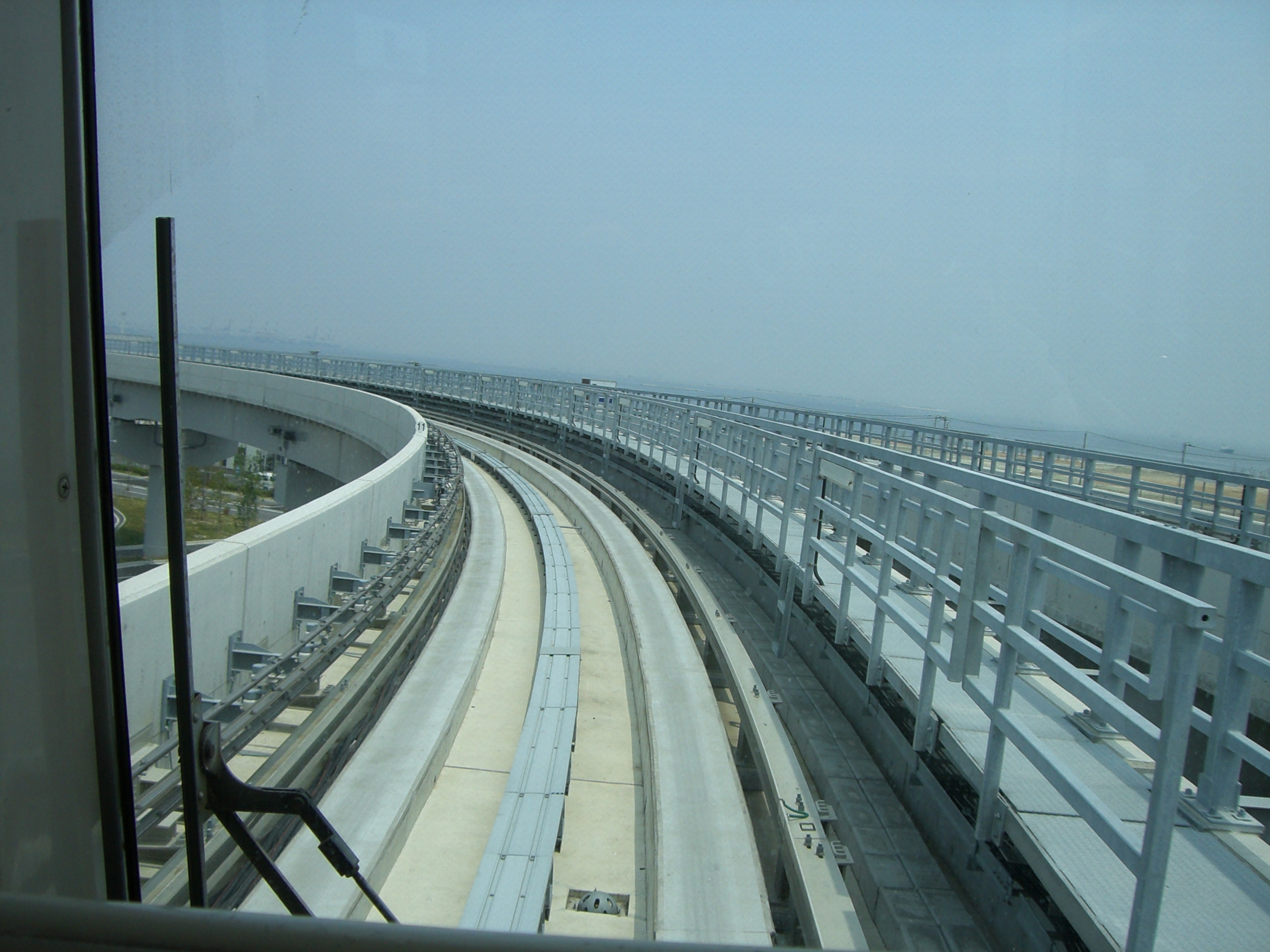
1. AGTの案内軌条 （両側に案内軌条がある）写真はポートライナー。

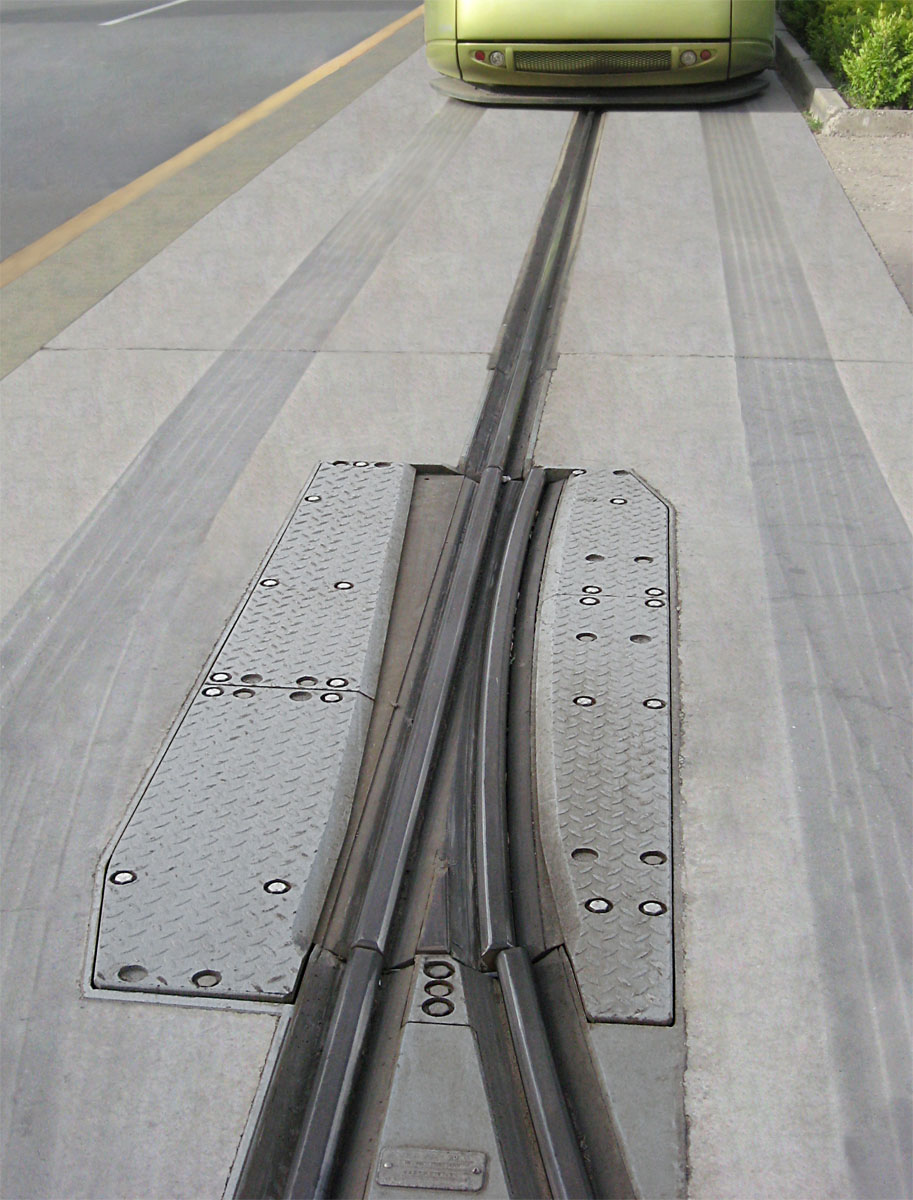
3. トランスロールの案内軌条と分岐器

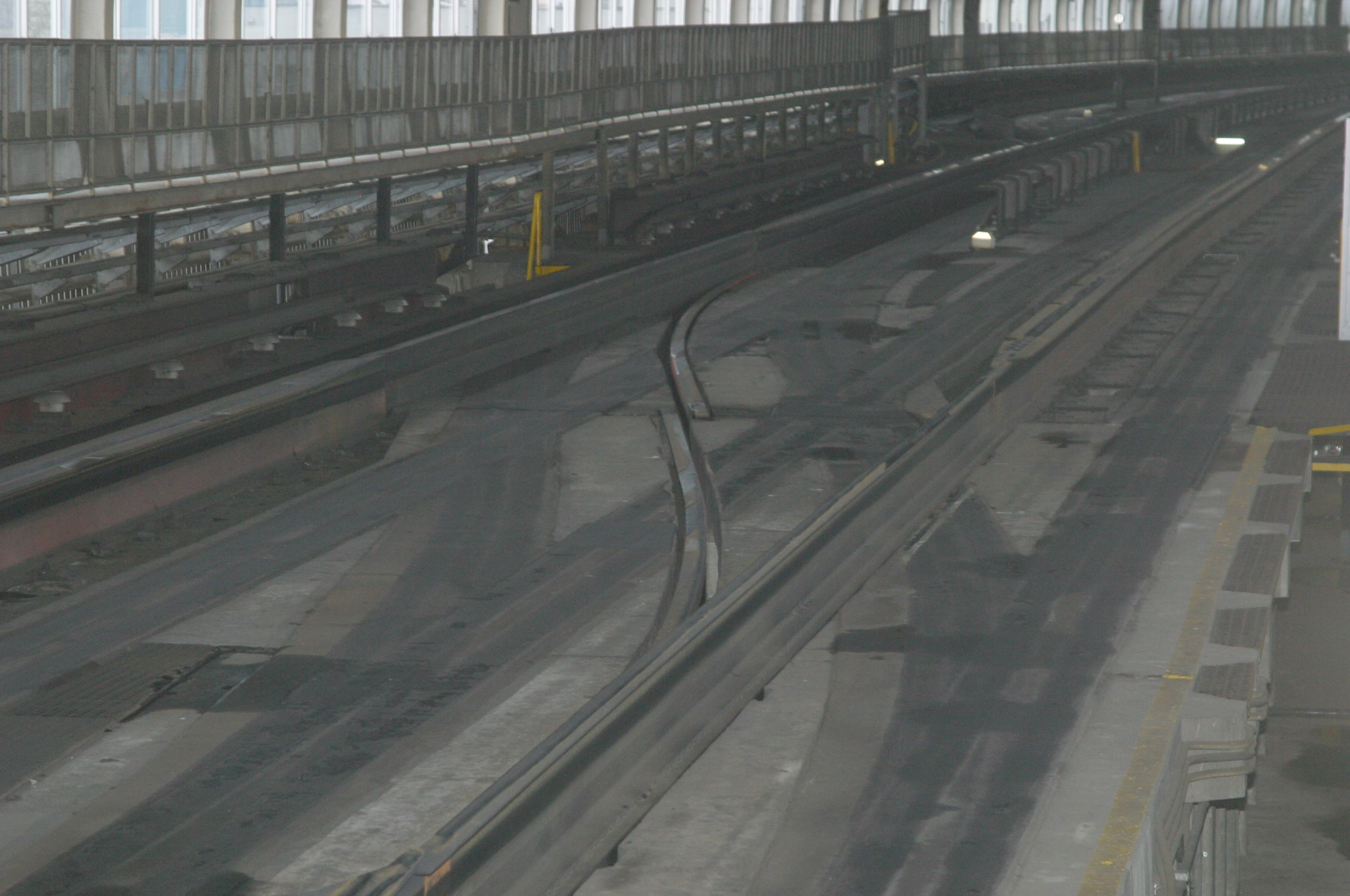
4. 札幌市営地下鉄南北線の案内軌条と分岐器（中央に1本の案内軌条がある）

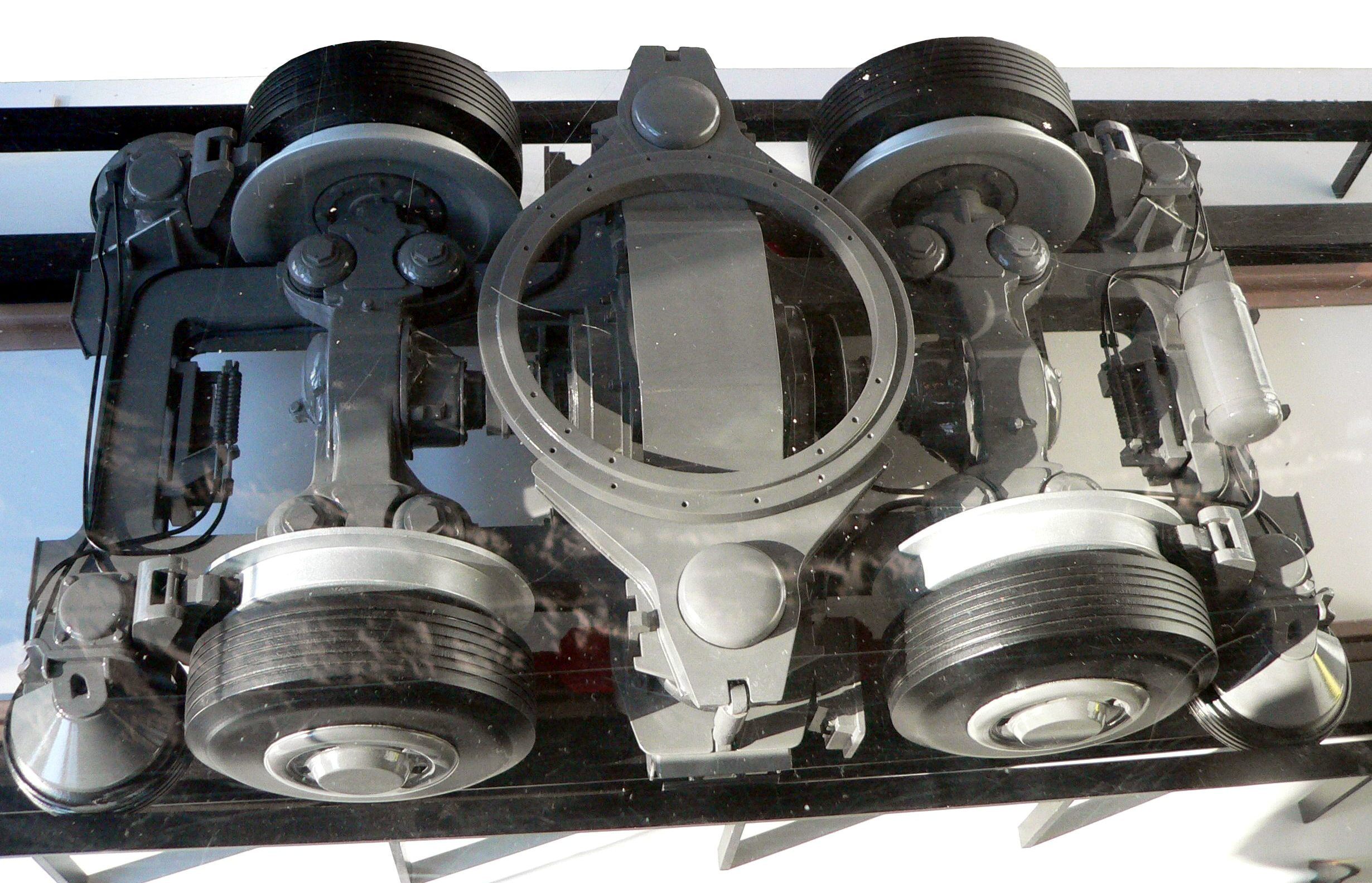
6. パリ地下鉄の台車 （ゴムタイヤと案内輪が同軸にある）

1. 専用軌道の両側に案内軌条があり、片側の側壁からの給電で走行するタイプ。（広島高速交通広島新交通1号線などのAGT、VAL）
2. 専用軌道の路面中央に案内軌条があり、下部からの給電で走行するタイプ（山万ユーカリが丘線などのVONA）
3. 舗装道路上に一本の案内軌条が埋め込まれ、路面電車やトロリーバスのように架線より給電するタイプ（トランスロールやTVRなど）
4. 専用軌道の路面中央に案内軌条があり、側方からの給電で走行するタイプ（札幌市営地下鉄南北線）
5. 専用軌道の路面中央に案内軌条があり、架線からの給電で走行するタイプ（札幌市営地下鉄東西線・東豊線）
6. 金属車輪とゴムタイヤを同軸で装着し、通常の鉄道のような2本の金属レールを主案内軌条としており、更にその外側にガイドウェイバスのような副案内軌条を備えているタイプ（パリ地下鉄の1号線・4号線・6号線・11号線・14号線）
7. 専用道の両側に案内軌条があり、ここを案内輪を持ったバスが自動操舵運転するタイプ（ガイドウェイバス）

＊ 7.は案内軌条のない一般道では通常のバスとして運行する。

### 上記種類の例

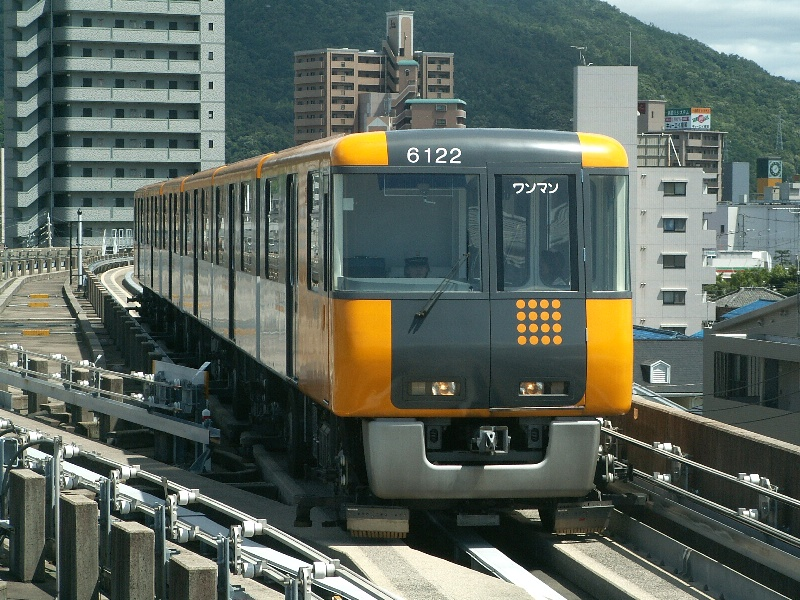
1. 広島市のアストラムライン
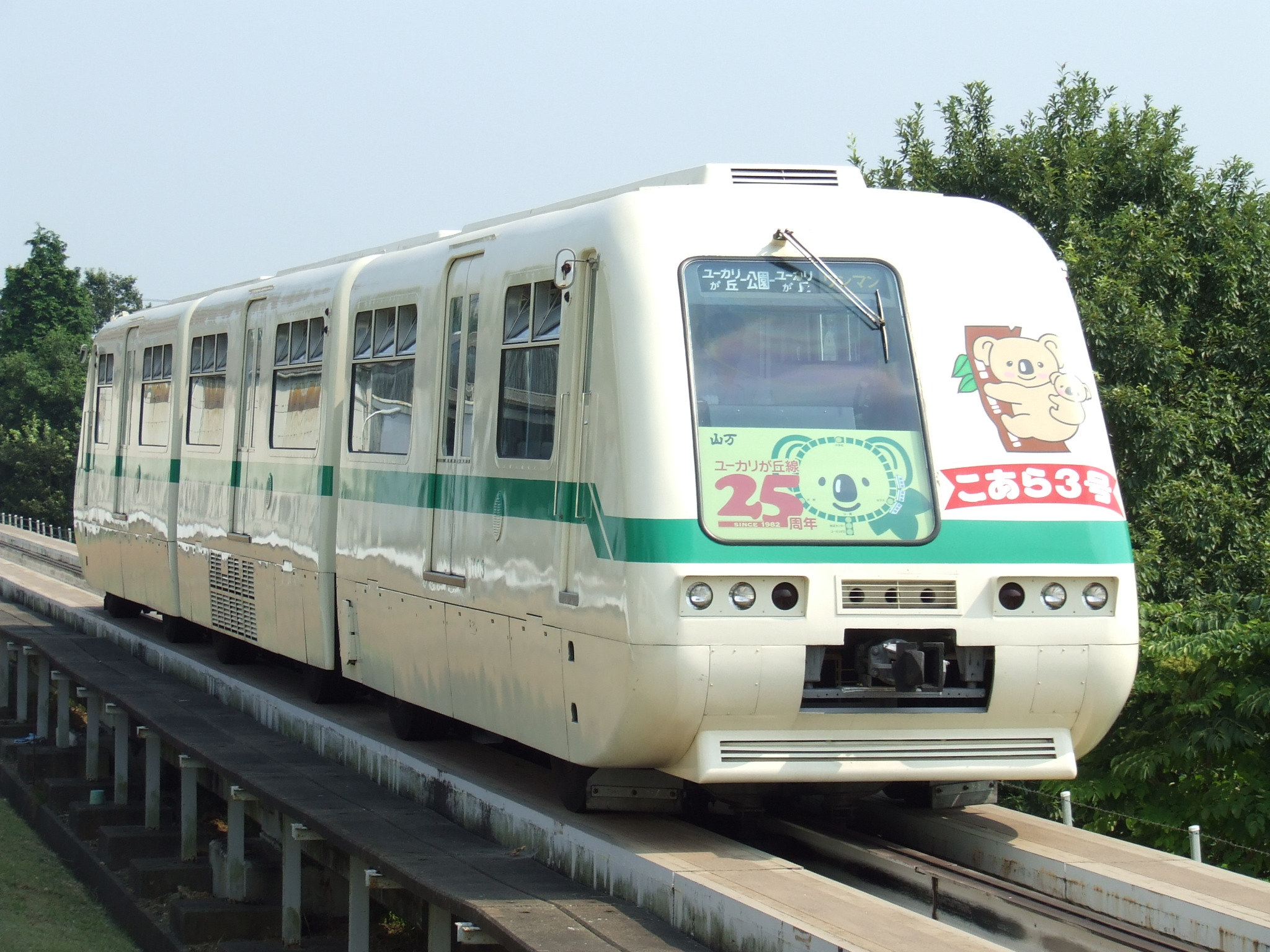
2. 千葉県佐倉市のユーカリが丘線
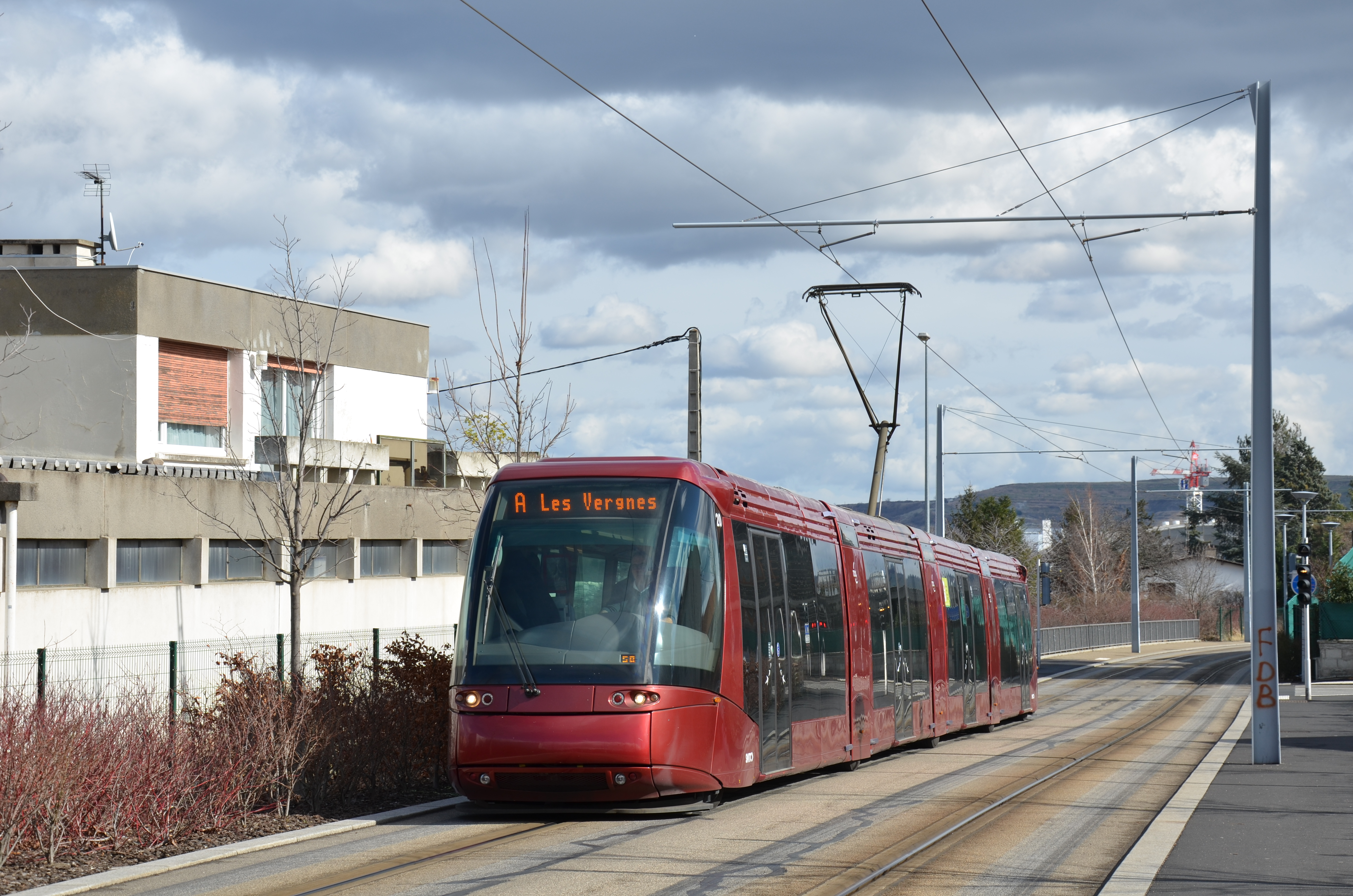
3. フランスのトランスロール
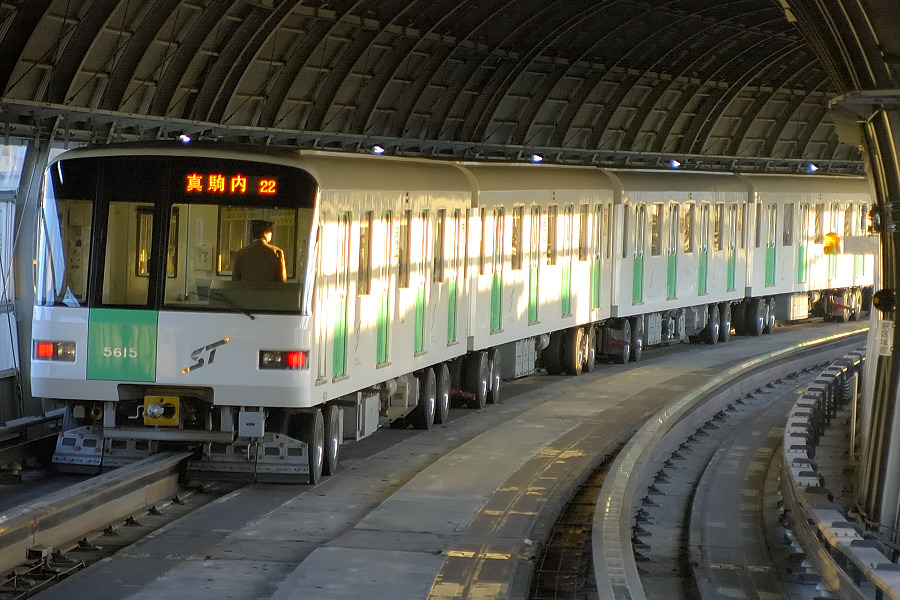
4. 札幌の地下鉄南北線
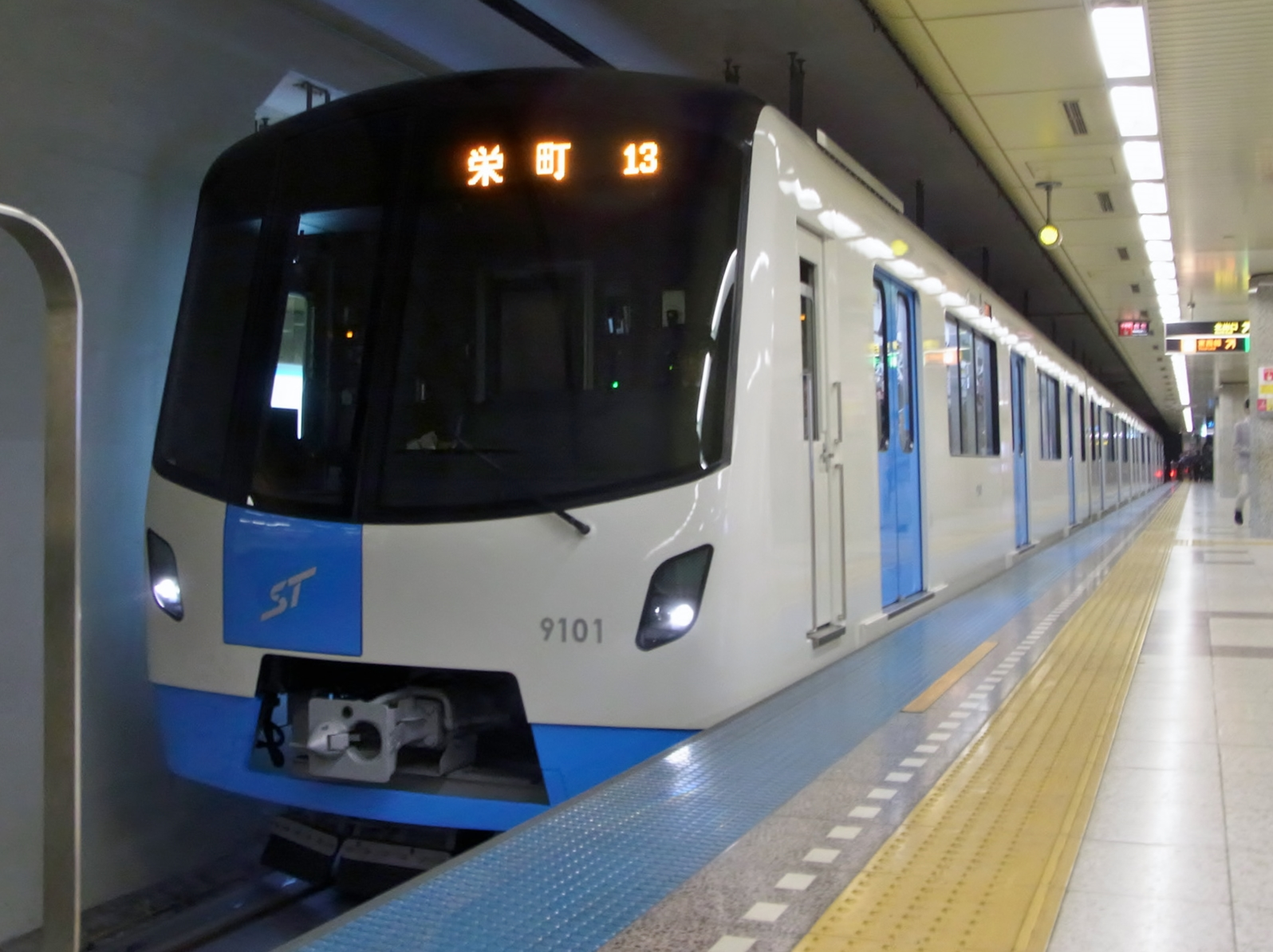
5. 札幌の地下鉄東豊線
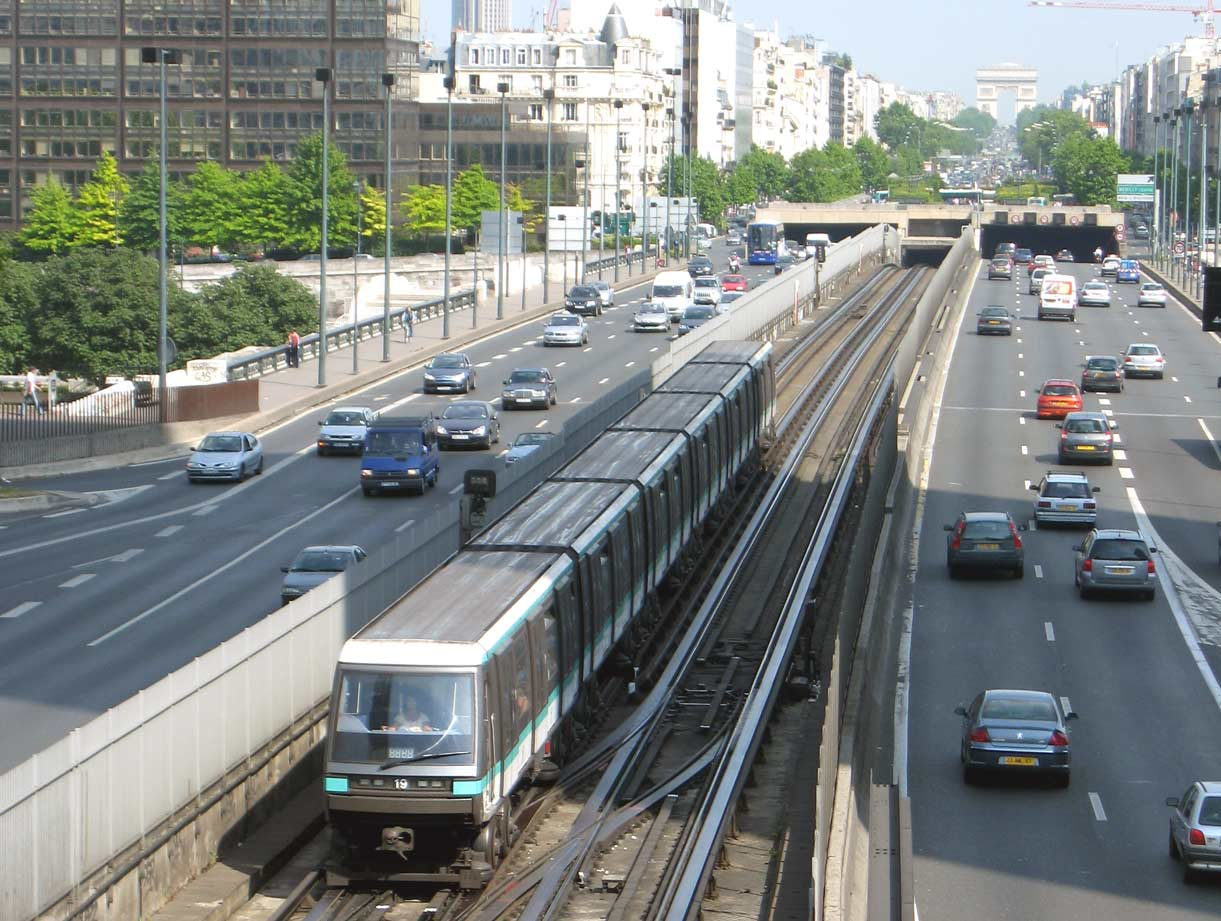
6. パリ地下鉄
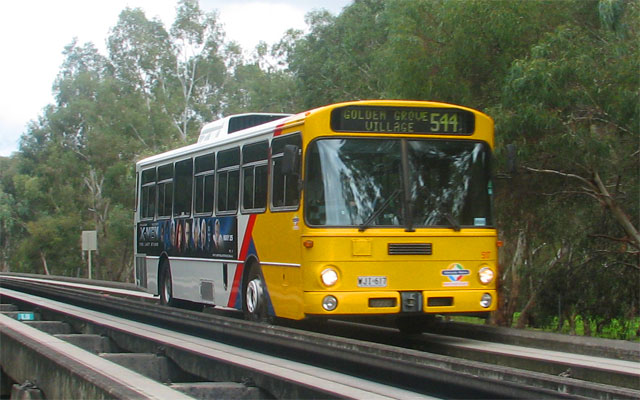
7. ガイドウェイバス

## 特徴
鉄輪に比べてゴムタイヤによって発生する摩擦力が大きいので、急勾配や急な加減速にも対応しやすい。反面、転がり抵抗も大きいため、消費エネルギーも多くなる。
登場時は振動や騒音の小ささもセールスポイントであったが、その後にロングレールが普及して鉄輪の場合でも振動・騒音が大きく軽減されている。